# Умерено-континентален климат
Умереноконтиненталният климат е вид климат в класификацията на Алисов, характеризиращ се с горещо лято, хладна зима и малки количества валежи.
Обхваща обширни области от масивните суши (континентите) в умерените пояси на средната географска ширина, където съществува сблъсък на полярни и тропически въздушни маси.
Умереноконтиненталният климат е маркиран с непостоянно време и с голяма сезонна температурна амплитуда. Тя може да бъде както 33 °C, така и 15 – 22 °C. Температурната разлика между най-топлите и най-студени месеци се увеличава в зависимост от това, колко навътре в континента е разположена дадена територия и какво е влиянието на океана над нея.
В България умереноконтиненталният климат обхваща Дунавската равнина, Предбалкана, високите задбалкански котловини и района на Краище.